# Cours-de-Monségur
Cours-de-Monségur è un comune francese di 284 abitanti situato nel dipartimento della Gironda nella regione della Nuova Aquitania.

## Società

### Evoluzione demografica
Abitanti censiti